# Burhan Sargun
Burhan Sargın (Ankara, 1929. február 11. – 2023. szeptember 15.) török labdarúgócsatár.
A török válogatott színeiben részt vett az 1954-es labdarúgó-világbajnokságon.